# Discografia degli Spandau Ballet
La seguente è una discografia comprensiva del gruppo musicale britannico Spandau Ballet.

## Album

### Album in studio
| Anno                                                                                               | Titolo                                                                                  | Classifiche | Classifiche | Classifiche | Classifiche | Classifiche | Classifiche | Classifiche | Classifiche | Classifiche | Classifiche | Classifiche | Classifiche | Certificazioni                                                       |
| Anno                                                                                               | Titolo                                                                                  | UK          | AUS         | CAN         | GER         | ITA         | NLD         | NOR         | NZ          | SPA         | SWE         | SWI         | US          | Certificazioni                                                       |
| -------------------------------------------------------------------------------------------------- | --------------------------------------------------------------------------------------- | ----------- | ----------- | ----------- | ----------- | ----------- | ----------- | ----------- | ----------- | ----------- | ----------- | ----------- | ----------- | -------------------------------------------------------------------- |
| 1981                                                                                               | Journeys to Glory - Pubblicazione: 6 marzo 1981 - Etichetta: Chrysalis Records          | 5           | 14          | —           | —           | —           | —           | —           | 12          | 25          | —           | —           | —           | - UK: Oro                                                            |
| 1982                                                                                               | Diamond - Pubblicazione: 12 marzo 1982 - Etichetta: Chrysalis Records                   | 15          | 39          | 40          | —           | —           | —           | —           | 9           | 9           | 22          | —           | —           | - UK: Oro                                                            |
| 1983                                                                                               | True - Pubblicazione: 4 marzo 1983 - Etichetta: Chrysalis Records                       | 1           | 4           | 8           | 8           | —           | 1           | —           | 1           | 2           | 13          | —           | 19          | - CAN: Platino - GER: Oro - NLD: Platino - NZ: Platino - UK: Platino |
| 1984                                                                                               | Parade - Pubblicazione: 25 giugno 1984 - Etichetta: Chrysalis Records                   | 2           | 4           | 21          | 7           | 1           | 1           | 7           | 8           | 2           | 9           | 9           | 50          | - NLD: Platino - NZ: Oro - UK: Platino                               |
| 1986                                                                                               | Through the Barricades - Pubblicazione: 17 novembre 1986 - Etichetta: Chrysalis Records | 7           | 26          | 84          | 9           | 1           | 6           | 8           | 48          | 6           | 25          | 25          | —           | - NLD: Oro - UK: Platino                                             |
| 1989                                                                                               | Heart Like a Sky - Pubblicazione: 18 settembre 1989 - Etichetta: CBS Records            | 31          | 96          | –           | 29          | 5           | 27          | —           | —           | 35          | 47          | —           | —           |                                                                      |
| 2009                                                                                               | Once More - Pubblicazione: 19 ottobre 2009 - Etichetta: Mercury Records                 | 7           | —           | —           | 30          | 17          | 46          | —           | —           | 34          | —           | —           | —           | - ITA: Oro - UK: Oro                                                 |
| "—" indica una pubblicazione che non si è classificata o che non è stata pubblicata in quel Paese. |                                                                                         |             |             |             |             |             |             |             |             |             |             |             |             |                                                                      |

### Raccolte
| Anno                                                                                               | Titolo | Classifiche | Classifiche | Classifiche | Classifiche | Classifiche | Classifiche | Classifiche | Certificazioni                 |
| Anno                                                                                               | Titolo | UK          | AUS         | ITA         | NLD         | NZ          | SPA         | SWE         | Certificazioni                 |
| -------------------------------------------------------------------------------------------------- | --- | ----------- | ----------- | ----------- | ----------- | ----------- | ----------- | ----------- | ------------------------------ |
| 1985                                                                                               | The Singles Collection - Pubblicazione: 4 novembre 1985 - Etichetta: Chrysalis Records                       | 3           | 3           | —           | 17          | 2           | 9           | —           | - NZ: Platino - UK: 2× Platino |
| 1985                                                                                               | Special Release for Italian Fans - Pubblicazione: 1985 - Etichetta: Chrysalis Records                        | —           | —           | 15          | —           | —           | —           | —           |                                |
| 1986                                                                                               | The Twelve Inch Mixes - Pubblicazione: 30 giugno 1986 - Etichetta: Chrysalis Records                         | —           | —           | —           | —           | —           | —           | —           |                                |
| 1991                                                                                               | The Best of Spandau Ballet - Pubblicazione: 16 settembre 1991 - Etichetta: Chrysalis Records                 | 44          | 41          | —           | 15          | —           | —           | —           | - UK: Argento                  |
| 1997                                                                                               | The Collection - Pubblicazione: 14 aprile 1997 - Etichetta: EMI                                              | —           | —           | —           | —           | —           | —           | —           |                                |
| 2000                                                                                               | Original Gold - Pubblicazione: agosto 2000 - Etichetta: Disky                                                | —           | —           | —           | —           | —           | —           | —           |                                |
| 2000                                                                                               | Gold: The Best of Spandau Ballet - Pubblicazione: 4 settembre 2000 - Etichetta: Capitol Records              | 7           | —           | 38          | 40          | —           | 86          | 30          | - UK: Platino                  |
| 2003                                                                                               | Reformation (Box set) - Pubblicazione: 7 gennaio 2003 - Etichetta: Chrysalis Records                         | —           | —           | —           | —           | —           | —           | —           |                                |
| 2004                                                                                               | The Collection II - Pubblicazione: 6 gennaio 2004 - Etichetta: EMI                                           | —           | —           | —           | —           | —           | —           | —           |                                |
| 2005                                                                                               | The Ultra Selection - Pubblicazione: 2 maggio 2005 - Etichetta: Disky                                        | —           | —           | —           | —           | —           | —           | —           |                                |
| 2006                                                                                               | Singles, Rarities & Remixes - Pubblicazione: 13 novembre 2006 - Etichetta: EMI                               | —           | —           | —           | —           | —           | —           | —           |                                |
| 2012                                                                                               | The Albums 1980-84 (Box set) - Pubblicazione: 12 aprile 2012 - Etichetta: Chrysalis                          | —           | —           | —           | —           | —           | —           | —           |                                |
| 2014                                                                                               | The Story: The Very Best of Spandau Ballet - Pubblicazione: 10 ottobre 2014 - Etichetta: Rhino Entertainment | 8           | 22          | 24          | —           | 13          | 54          | —           | - UK: Oro                      |
| 2015                                                                                               | The Collection - Pubblicazione: 3 luglio 2015 - Etichetta: Sony Music                                        | —           | —           | —           | —           | —           | —           | —           |                                |
| 2020                                                                                               | 40 Years - The Greatest Hits - Pubblicazione: 27 novembre 2020 - Etichetta: Parlophone                       | —           | —           | —           | —           | —           | —           | —           | - UK: Argento                  |
| "—" indica una pubblicazione che non si è classificata o che non è stata pubblicata in quel Paese. | |             |             |             |             |             |             |             |                                |

### Album dal vivo
| Anno | Titolo                                                                                                 |
| ---- | --- |
| 2005 | Live from the N.E.C. - Pubblicazione: 19 maggio 2005 - Registrato: dicembre 1986 - Etichetta: Sony BMG |

## Singoli
| Anno                                                                                               | Singolo                                     | Classifiche | Classifiche | Classifiche | Classifiche | Classifiche | Classifiche | Classifiche | Classifiche | Classifiche | Classifiche | Classifiche | Classifiche | Classifiche | Classifiche | Certificazioni           | Album di provenienza                       |
| Anno                                                                                               | Singolo                                     | UK          | AUS         | BEL         | CAN         | GER         | IRL         | ITA         | NLD         | NOR         | NZ          | SPA         | SWE         | SWI         | US          | Certificazioni           | Album di provenienza                       |
| -------------------------------------------------------------------------------------------------- | ------------------------------------------- | ----------- | ----------- | ----------- | ----------- | ----------- | ----------- | ----------- | ----------- | ----------- | ----------- | ----------- | ----------- | ----------- | ----------- | ------------------------ | ------------------------------------------ |
| 1980                                                                                               | To Cut a Long Story Short                   | 5           | 15          | —           | —           | —           | 9           | —           | —           | —           | 38          | 19          | —           | —           | —           | - UK: Argento            | Journeys to Glory                          |
| 1981                                                                                               | The Freeze                                  | 17          | —           | —           | —           | —           | 14          | —           | —           | —           | —           | 16          | —           | —           | —           |                          | Journeys to Glory                          |
| 1981                                                                                               | Musclebound/Glow                            | 10          | 97          | —           | —           | —           | 18          | —           | 32          | —           | —           | —           | —           | —           | —           |                          | Journeys to Glory                          |
| 1981                                                                                               | Chant No. 1 (I Don't Need This Pressure On) | 3           | 30          | —           | —           | —           | 9           | —           | 32          | —           | 36          | 27          | —           | —           | —           | - UK: Argento            | Diamond                                    |
| 1981                                                                                               | Paint Me Down                               | 30          | —           | —           | —           | —           | —           | —           | —           | —           | —           | —           | —           | —           | —           |                          | Diamond                                    |
| 1982                                                                                               | She Loved Like Diamond                      | 49          | —           | —           | —           | —           | —           | —           | —           | —           | —           | —           | —           | —           | —           |                          | Diamond                                    |
| 1982                                                                                               | Instinction                                 | 10          | 35          | —           | —           | —           | 20          | —           | —           | —           | —           | —           | —           | —           | —           |                          | Diamond                                    |
| 1982                                                                                               | Lifeline                                    | 7           | 68          | —           | —           | —           | 11          | —           | —           | —           | 33          | —           | —           | —           | —           |                          | True                                       |
| 1983                                                                                               | Communication                               | 12          | 24          | —           | —           | —           | 13          | —           | —           | —           | 10          | —           | 19          | —           | 59          |                          | True                                       |
| 1983                                                                                               | True                                        | 1           | 4           | 9           | 1           | 9           | 1           | 39          | 5           | —           | 4           | 3           | —           | 5           | 4           | - CAN: Oro - UK: Platino | True                                       |
| 1983                                                                                               | Gold                                        | 2           | 9           | 3           | 12          | 16          | 4           | —           | 3           | —           | 8           | 4           | —           | —           | 29          | - UK: Oro                | True                                       |
| 1983                                                                                               | Pleasure                                    | —           | —           | 32          | —           | 61          | —           | —           | 27          | —           | —           | —           | —           | —           | —           |                          | True                                       |
| 1984                                                                                               | Only When You Leave                         | 3           | 12          | 5           | 23          | 26          | 2           | 36          | 3           | 8           | 10          | 4           | —           | 20          | 34          |                          | Parade                                     |
| 1984                                                                                               | I'll Fly for You                            | 9           | 38          | —           | —           | —           | 10          | 6           | 28          | —           | 35          | —           | —           | —           | —           |                          | Parade                                     |
| 1984                                                                                               | Highly Strung                               | 15          | 83          | —           | —           | —           | 18          | —           | 36          | —           | 46          | —           | —           | —           | —           |                          | Parade                                     |
| 1984                                                                                               | Round and Round                             | 18          | 16          | —           | —           | —           | 9           | 9           | 37          | —           | —           | 14          | —           | —           | —           |                          | Parade                                     |
| 1986                                                                                               | Fight for Ourselves                         | 15          | 16          | 20          | —           | 32          | 7           | 7           | 18          | —           | 33          | 11          | —           | 23          | —           |                          | Through the Barricades                     |
| 1986                                                                                               | Through the Barricades                      | 6           | 50          | 10          | —           | 14          | 4           | 2           | 4           | 7           | —           | 2           | —           | —           | —           | - ITA: Oro               | Through the Barricades                     |
| 1987                                                                                               | How Many Lies?                              | 34          | —           | 25          | 86          | —           | 17          | 15          | 23          | —           | —           | 32          | —           | —           | —           |                          | Through the Barricades                     |
| 1988                                                                                               | Raw                                         | 47          | 76          | 22          | —           | —           | —           | 8           | 23          | —           | —           | —           | —           | —           | —           |                          | Heart Like a Sky                           |
| 1989                                                                                               | Be Free with Your Love                      | 42          | —           | 37          | —           | 52          | —           | 10          | 44          | —           | —           | —           | —           | —           | —           |                          | Heart Like a Sky                           |
| 1989                                                                                               | Empty Spaces                                | 94          | —           | —           | —           | —           | —           | —           | —           | —           | —           | —           | —           | —           | —           |                          | Heart Like a Sky                           |
| 1990                                                                                               | Crashed Into Love                           | 96          | —           | —           | —           | —           | —           | 35          | —           | —           | —           | —           | —           | —           | —           |                          | Heart Like a Sky                           |
| 2009                                                                                               | Once More                                   | 82          | —           | —           | —           | —           | —           | —           | —           | —           | —           | —           | —           | —           | —           |                          | Once More                                  |
| 2014                                                                                               | This Is the Love/Steal                      | —           | —           | —           | —           | —           | —           | —           | —           | —           | —           | —           | —           | —           | —           |                          | The Story: The Very Best of Spandau Ballet |
| "—" indica una pubblicazione che non si è classificata o che non è stata pubblicata in quel Paese. |                                             |             |             |             |             |             |             |             |             |             |             |             |             |             |             |                          |                                            |

## Videografia
| Anno | Titolo                                      | Regista          |
| ---- | ------------------------------------------- | ---------------- |
| 1980 | To Cut a Long Story Short                   | Brian Giant      |
| 1981 | The Freeze                                  | Brian Giant      |
| 1981 | Musclebound                                 | Russell Mulcahy  |
| 1981 | Chant No. 1 (I Don't Need This Pressure On) | Russell Mulcahy  |
| 1981 | Paint Me Down                               | Russell Mulcahy  |
| 1982 | She Loved Like Diamond                      | Russell Mulcahy  |
| 1982 | Instinction                                 | Russell Mulcahy  |
| 1982 | Lifeline                                    | Steve Barron     |
| 1983 | Communication                               | Chris Springhall |
| 1983 | True                                        | Russell Mulcahy  |
| 1983 | Gold                                        | Brian Duffy      |
| 1984 | Only When You Leave                         | Simon Milne      |
| 1984 | I'll Fly for You                            |                  |
| 1984 | Highly Strung                               |                  |
| 1986 | Fight for Ourselves                         |                  |
| 1986 | Through the Barricades                      |                  |
| 1987 | How Many Lies                               |                  |
| 1988 | Raw                                         |                  |
| 1989 | Be Free With Your Love                      | Andy Morahan     |
| 1990 | Crashed Into Love                           |                  |